# Grand Prix Brazílie 2013
Grand Prix Brazílie 2013 (oficiálně Formula 1 Grande Prêmio Petrobras do Brasil 2013) se jela na okruhu Autódromo José Carlos Pace v São Paulo v Brazílii dne 24. listopadu 2013. Závod byl devatenáctým a zároveň posledním v pořadí v sezóně 2013 šampionátu Formule 1.

## Před závodem

### Pneumatiky
Pro Grand Prix Brazílie přiveze Pirelli stejně jako předchozí rok tvrdou a středně tvrdou směs (oranžová a bílá).
V pátečním ranním tréninku budou mít týmy možnost poprvé otestovat pneumatiky Pirelli připravované pro sezónu 2014.

### Tréninky
Oba páteční tréninky proběhly na mokré trati a z důvodu nedostatku dostupných přechodných a mokrých pneumatik týmy spíše šetřily gumy pro hlavní část závodního víkendu. Stejně tak se nakonec nemohl uskutečnit ani test pneumatik pro rok 2014. Za mokra se odjel i sobotní dopolední trénink.

## Kvalifikace
Kvalifikace stejně jako tréninkové jízdy proběhla na mokré trati, většinu času více či méně pršelo. Na konci druhé části havaroval Sergio Pérez, když na výjezdu z 5. zatáčky dostal smyk. Poslední část kvalifikace pak byla kvůli hustému dešti a množství stojící vody na trati několikrát odložena, nakonec celkem o 45 minut.
McLaren nakonec Pérezovi z důvodu nehody musel vyměnit převodovku a ten tak obdržel penalizaci 5 míst na startu.
| Poř.                       | No. | Jezdec              | Konstruktér          | Časy v kvalifikaci | Časy v kvalifikaci | Časy v kvalifikaci | Pořadí na startu |
| Poř.                       | No. | Jezdec              | Konstruktér          | Q1                 | Q2                 | Q3                 | Pořadí na startu |
| -------------------------- | --- | ------------------- | -------------------- | ------------------ | ------------------ | ------------------ | ---------------- |
| 1                          | 1   | Sebastian Vettel    | Red Bull-Renault     | 1:25.381           | 1:26.420           | 1:26.479           | 1                |
| 2                          | 9   | Nico Rosberg        | Mercedes             | 1:25.556           | 1:26.626           | 1:27.102           | 2                |
| 3                          | 3   | Fernando Alonso     | Ferrari              | 1:26.656           | 1:26.590           | 1:27.539           | 3                |
| 4                          | 2   | Mark Webber         | Red Bull-Renault     | 1:26.689           | 1:26.963           | 1:27.572           | 4                |
| 5                          | 10  | Lewis Hamilton      | Mercedes             | 1:25.342           | 1:26.698           | 1:27.677           | 5                |
| 6                          | 8   | Romain Grosjean     | Lotus-Renault        | 1:26.453           | 1:26.161           | 1:27.737           | 6                |
| 7                          | 19  | Daniel Ricciardo    | Toro Rosso-Ferrari   | 1:27.209           | 1:27.078           | 1:28.052           | 7                |
| 8                          | 18  | Jean-Éric Vergne    | Toro Rosso-Ferrari   | 1:27.124           | 1:27.363           | 1:28.081           | 8                |
| 9                          | 4   | Felipe Massa        | Ferrari              | 1:26.817           | 1:27.049           | 1:28.109           | 9                |
| 10                         | 11  | Nico Hülkenberg     | Sauber-Ferrari       | 1:26.071           | 1:27.441           | 1:29.582           | 10               |
| 11                         | 7   | Heikki Kovalainen   | Lotus-Renault        | 1:26.266           | 1:27.456           |                    | 11               |
| 12                         | 14  | Paul di Resta       | Force India-Mercedes | 1:26.275           | 1:27.798           |                    | 12               |
| 13                         | 17  | Valtteri Bottas     | Williams-Renault     | 1:26.790           | 1:27.954           |                    | 13               |
| 14                         | 6   | Sergio Pérez        | McLaren-Mercedes     | 1:26.741           | 1:28.269           |                    | 19               |
| 15                         | 5   | Jenson Button       | McLaren-Mercedes     | 1:26.398           | 1:28.308           |                    | 14               |
| 16                         | 15  | Adrian Sutil        | Force India-Mercedes | 1:26.874           | 1:28.586           |                    | 15               |
| 17                         | 16  | Pastor Maldonado    | Williams-Renault     | 1:27.367           |                    |                    | 16               |
| 18                         | 12  | Esteban Gutiérrez   | Sauber-Ferrari       | 1:27.455           |                    |                    | 17               |
| 19                         | 20  | Charles Pic         | Caterham-Renault     | 1:27.843           |                    |                    | 18               |
| 20                         | 21  | Giedo van der Garde | Caterham-Renault     | 1:28.320           |                    |                    | 20               |
| 21                         | 22  | Jules Bianchi       | Marussia-Cosworth    | 1:28.366           |                    |                    | 21               |
| 22                         | 23  | Max Chilton         | Marussia-Cosworth    | 1:28.950           |                    |                    | 22               |
| 107% času vítěze: 1:31.315 |     |                     |                      |                    |                    |                    |                  |
| Zdroj:                     |     |                     |                      |                    |                    |                    |                  |

Poznámky
1. ↑  Sergio Pérez obdržel trest posunu o 5 míst vzad za neplánovanou výměnu převodovky.

## Závod
Po naprostou většinu závodu se na trať snášel lehký déšť, ale na přezutí na přechodné pneumatiky nebyl dost silný a tak byl celý závod odjet na suchých pneumatikách.
Oběma jezdcům Red Bullu se start příliš nevyvedl a oba ztratili pozice ve prospěch Mercedes. Vettel, před kterého se dostal Rosberg, ale dokázal ztracenou pozici získat zpět ještě před koncem prvního kola a na prvním místě pak zůstal až do konce závodu. Jeho jediným problémem bylo nedorozumění v boxové uličce, kde ztratil asi 6 sekund a zdržel i týmového kolegu Marka Webbera. I před toto zdržení ale nakonec Webber dokázal dojet na druhém místě, když během závodu předjel Hamiltona, Alonsa i Rosberga. Třetí v cíli Alonso strávil mnoho času těsně za Webberem, několikrát si dokonce vyměnili své pozice při zastávkách v boxech, nakonec ale dojel s odstupem 8 sekund za Webberem.
Na čtvrté místo se probojoval Jenson Button až ze 14. pozice na startu. Oběma vozům se v Brazílii dařilo, i Pérez, který po penalizaci startoval až z 19. příčky, dojel na bodovaných místech, cílem projel jako 6. Za to Mercedesům se příliš nedařilo, na začátku závodu byly o něco pomalejší než jejich soupeři, pravděpodobně tým zvolil nastavení pro deštivou Grand Prix — Rosberg skončil 5., Hamilton, potrestaný průjezdem boxovou uličkou za kolizi s Bottasem (ten po kolizi ze závodu odstoupil), až 9. V první desítce se ještě klasifikovali Massa (7. místo), Hülkenberg (8. místo) a na desátém, posledním bodovaném místě Ricciardo, který byl také prvním z pilotů, kteří byli vítězem předjeti o celé kolo. Za bodovanými místy dojeli oba piloti Force Indie, Di Resta na 11. místě a Sutil na 13., mezi ně se vměstnal druhý pilot Sauberu Gutiérrez. Závod ještě dokončili Kovalainen, Verge, Maldonado, Bianchi, van der Garde a Chilton.
Ze závodu odstoupili tři jezdci. Už v druhém kole selhal motor Renault v Lotusu Romaina Grosjeana. V kole 45 došlo k již zmíněné kolizi Hamiltona s Bottasem a o 14 kol později odstoupil Pic po selhání techniky.
V celkovém žebříčku šampionátu pohárů jezdců se Mark Webber probojoval na třetí místo před Alonsa a Räikkönena, v pohárů konstruktéru se Mercedesu podařilo hájil druhou pozici před Ferrari a Marussii 10. místo před Caterhamem.
| Poř.   | No. | Jezdec              | Konstruktér          | Počet kol | Čas/Odstoupení | Pořadí na startu | Body |
| ------ | --- | ------------------- | -------------------- | --------- | -------------- | ---------------- | ---- |
| 1      | 1   | Sebastian Vettel    | Red Bull-Renault     | 71        | 1:32:36.300    | 1                | 25   |
| 2      | 2   | Mark Webber         | Red Bull-Renault     | 71        | +10.452        | 4                | 18   |
| 3      | 3   | Fernando Alonso     | Ferrari              | 71        | +18.913        | 3                | 15   |
| 4      | 5   | Jenson Button       | McLaren-Mercedes     | 71        | +37.360        | 14               | 12   |
| 5      | 9   | Nico Rosberg        | Mercedes             | 71        | +39.048        | 2                | 10   |
| 6      | 6   | Sergio Pérez        | McLaren-Mercedes     | 71        | +44.051        | 19               | 8    |
| 7      | 4   | Felipe Massa        | Ferrari              | 71        | +49.110        | 9                | 6    |
| 8      | 11  | Nico Hülkenberg     | Sauber-Ferrari       | 71        | +1:04.252      | 10               | 4    |
| 9      | 10  | Lewis Hamilton      | Mercedes             | 71        | +1:12.903      | 5                | 2    |
| 10     | 19  | Daniel Ricciardo    | Toro Rosso-Ferrari   | 70        | +1 kolo        | 7                | 1    |
| 11     | 14  | Paul di Resta       | Force India-Mercedes | 70        | +1 kolo        | 12               |      |
| 12     | 12  | Esteban Gutiérrez   | Sauber-Ferrari       | 70        | +1 kolo        | 17               |      |
| 13     | 15  | Adrian Sutil        | Force India-Mercedes | 70        | +1 kolo        | 15               |      |
| 14     | 7   | Heikki Kovalainen   | Lotus-Renault        | 70        | +1 kolo        | 11               |      |
| 15     | 18  | Jean-Éric Vergne    | Toro Rosso-Ferrari   | 70        | +1 kolo        | 8                |      |
| 16     | 16  | Pastor Maldonado    | Williams-Renault     | 70        | +1 kolo        | 16               |      |
| 17     | 22  | Jules Bianchi       | Marussia-Cosworth    | 69        | +2 kola        | 21               |      |
| 18     | 21  | Giedo van der Garde | Caterham-Renault     | 69        | +2 kola        | 20               |      |
| 19     | 23  | Max Chilton         | Marussia-Cosworth    | 69        | +2 kola        | 22               |      |
| Ret    | 20  | Charles Pic         | Caterham-Renault     | 58        | Zavěšení       | 18               |      |
| Ret    | 17  | Valtteri Bottas     | Williams-Renault     | 45        | Kolize         | 13               |      |
| Ret    | 8   | Romain Grosjean     | Lotus-Renault        | 2         | Motor          | 6                |      |
| Zdroj: |     |                     |                      |           |                |                  |      |

## Konečné pořadí šampionátu
- Tučně je vyznačen jezdec a tým, který získal titul v Poháru jezdců nebo konstruktérů.

Pohár jezdců
|   | Pořadí | Jezdec           | Body |
| - | ------ | ---------------- | ---- |
|   | 1      | Sebastian Vettel | 397  |
|   | 2      | Fernando Alonso  | 242  |
| 2 | 3      | Mark Webber      | 199  |
| 1 | 4      | Lewis Hamilton   | 189  |
| 1 | 5      | Kimi Räikkönen   | 183  |

Pohár konstruktérů
|  | Pořadí | Konstruktér      | Body |
|  | ------ | ---------------- | ---- |
|  | 1      | Red Bull-Renault | 596  |
|  | 2      | Mercedes         | 360  |
|  | 3      | Ferrari          | 354  |
|  | 4      | Lotus-Renault    | 315  |
|  | 5      | McLaren-Mercedes | 122  |